# 洛阳西站
洛阳西站是一个陇海线上的铁路车站，位于河南省洛阳市洛龙区杨冢，建于1915年，目前为四等站，目前不办理客运业务；货运：办理整车货物发到。